# Onciale 0256
- Papyrus
- Onciale
- Minuscules
- Lectionnaire

Le Codex 0256 (dans la numérotation Gregory-Aland), est un manuscrit du Nouveau Testament sur parchemin écrit en écriture grecque onciale.

## Description
Le codex se compose d'une folio. Il est écrit en une colonne par page, de 4 ou 6 lignes par colonne. Les dimensions du manuscrit sont 4 x 4 cm,. Les paléographes datent ce manuscrit du VIIIe siècle.
C'est un manuscrit contenant le texte de l'Évangile selon Jean (6,32-33.35-37).
Le texte du codex représenté est de type mixte. Kurt Aland le classe en Catégorie III.
Lieu de conservation
Il est conservé à la Bibliothèque nationale autrichienne (Pap. G. 26084) à Vienne,.